# Batterie San Nicolo

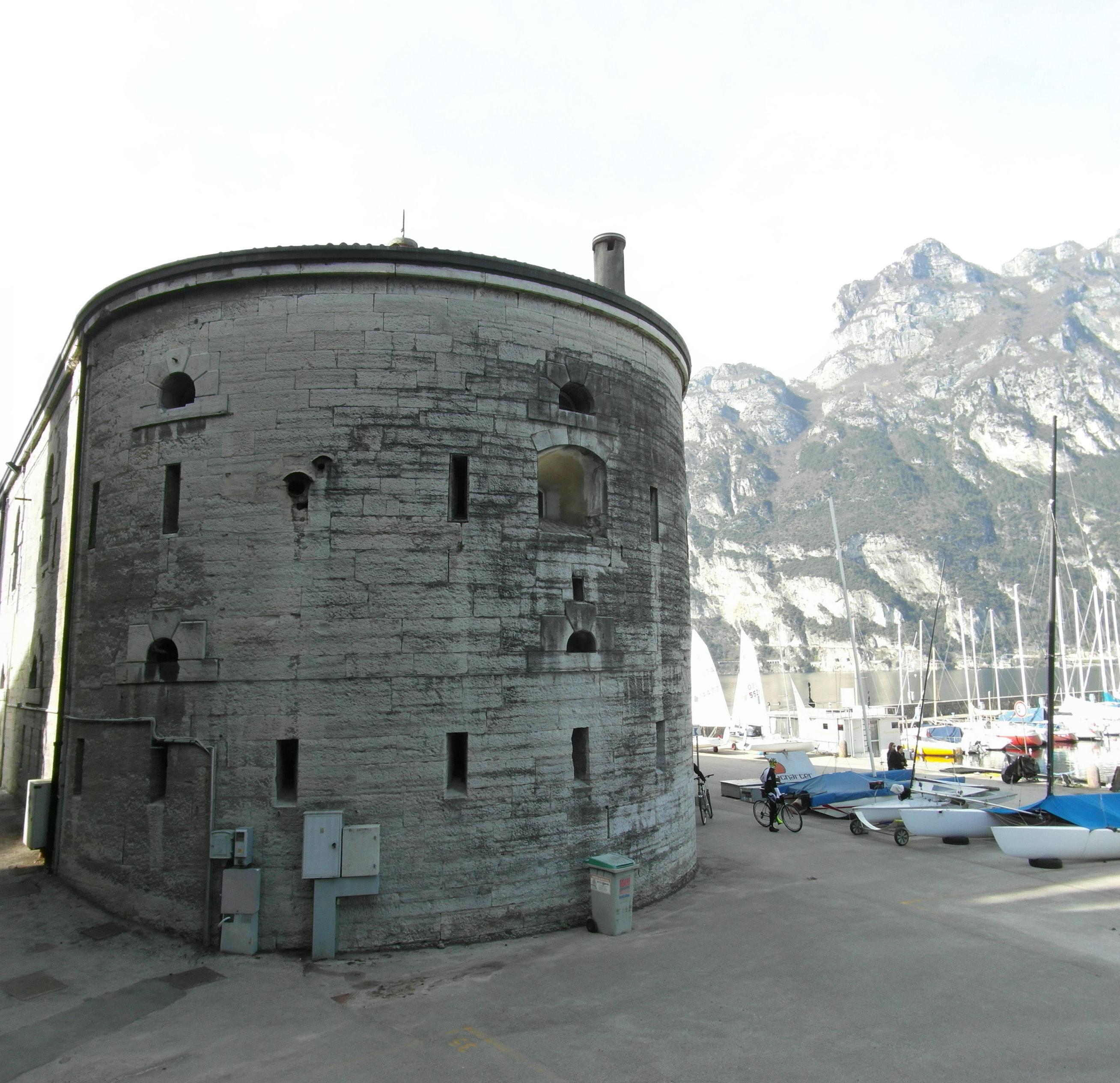
Nördlicher Eckpunkt des Reduit der Batterie San Nicolo

Die Batterie San Nicolo (auch Strandbatterie San Nicolo) gehörte zum Verteidigungssystem der Festung Riva und war somit Teil der österreichischen Festungswerke an der Grenze zu Italien.
Sie liegt am östlichen Ortsausgang von Riva del Garda unterhalb der Straße nach Torbole im jetzigen Yachthafen; das Reduit ist vollständig erhalten.

## Beschreibung
Hauptaufgabe war die Flankendeckung von Riva bei gleichzeitiger Sperre der Straße Torbole-Riva sowie der Schutz der Armierungsstraße zum Monte Brione mit der Sperrgruppe Monte Brione bestehend aus den Werken Mittel-, Nordbatterie und Werk Garda. Es handelte sich um eine halbkreisförmige Batterieanlage mit vier Stück auf Bank (offen auf dem Wall) stehenden und durch Quertraversen geschützten 9-cm-Kasemattkanonen M 61.
Das Reduit verfügt über Keller, Erd- und Obergeschoss, wobei die beiden letzteren völlig ungedeckt über der Erdoberfläche liegen. Im obersten Stockwerk ist ein Backofen installiert, dessen tägliche Leistung bei etwa 320 Brotportionen lag. Auf den Tonnengewölben des Obergeschosses befindet sich eine etwa zwei Meter starke Lehmdecke, die als Zerschellerschicht und Abdichtung dienen sollte. Das darüberliegende Satteldach wurde wahrscheinlich erst nach dem Zweiten Weltkrieg aufgesetzt; über den tatsächlichen Zeitpunkt gibt es keine Angaben. Das Reduit verfügt über zwei Geschützkasematten mit Kasemattkanonen M61 in Schussrichtung nach Nordwesten, um das Werk Tombio bei der Sperre der Straße aus dem Judikariental zu unterstützen. Der sich im hinteren Teil der Anlage befindliche Hof wurde durch eine krenelierte Mauer mit einer Geschützscharte – Schussrichtung Monte Brione – abgeschlossen. Diese Geschützscharte war mit einer 9-cm-Feldkanone bestückt. Zwischen der Kehle der Batterie und einer Felswand führte die Straße von Torbole nach Riva, die hier durch zwei Gräben (je drei Meter breit und zwei Meter tief) mit Gittertoren und abwerfbaren Brücken gesperrt war. Die Feldkanone auf dem Hof der Batterie konnte auch gegen die Straße in Richtung Torbole eingesetzt werden.

## Geschichte
Das in den Jahren 1860–62 in Bruchsteinmauerwerk errichtete Reduit wurde im Jahre 1899 an die Wasserleitung von Riva angeschlossen, wobei jedoch noch die Möglichkeit der Notversorgung aus dem Gardasee existierte. Es bestand eine Telefonleitung zur Telefonzentrale im Werk Mittelbatterie sowie eine Lichtsignalverbindung zur Rocca-Kaserne in Riva und zur Nordbatterie des Monte Brione.
Obwohl die Anlage in den Jahren 1911/12 modernisiert und mit neuen Geschützen (sieben 9-cm-Kasemattkanonen M 4, bei Kriegsbeginn eine zusätzliche 9-cm-Feldkanone M 75 im Hof) ausgestattet wurde, war die Kampfkraft im Mai 1915 nur als sehr gering einzustufen. Das österreichisch-ungarische Kampfkommando betrachtete die Anlage nur als Granatsicher – minder sturmfrei, was letztendlich bedeutete, dass es nur einer Beschießung mit Feldgeschützen unter 15 cm Kaliber eine gewisse Widerstandsdauer entgegengesetzt hätte. Während des Krieges wurde die Batterie als Magazin und Truppenunterkunft genutzt.
Im Zweiten Weltkrieg befand sich von 1944 bis zum Kriegsende eine Montagehalle für Kleinst-U-Boote der Firma Caproni in der Anlage. In der Caproni-Werkstatt wurden Prototypen für die Kriegsmarine montiert und anschließend im Gardasee getestet. Heute sind im Reduit Büros verschiedener privater Einrichtungen untergebracht. Es kann deshalb nicht besichtigt werden.